# Yves Dieÿ
Jacques Yves Paul Dieÿ est un peintre français né le 28 juin 1892 dans le 8e arrondissement de Paris et mort  le 22 juillet 1984 à Montluçon.

## Biographie
Yves Dieÿ est mobilisé durant la Première Guerre mondiale dans de 8e escadron du train. Blessé, il est hospitalisé à l'hôpital militaire de Montpellier. Il séjourne dans les hôpitaux de 1914 à 1922.
Il épouse Louise Marie Magdelaine Arias (1902, Saint-Maur-des-Fossés - 1986, Villeneuve-sur-Lot) le 29 juin 1922 à Paris. D’origine martiniquaise, elle lui servira de modèle et lui permettra de construire sa réputation. Ils ont deux enfants enfants, Michelle (née le 15 juin 1924) et Guy (né le 20 juin 1926). Le couple divorce le 20 avril 1929.
À Paris, il a un atelier au 7, rue du Colonel-Oudot, puis au 18, rue Friant, puis à partir de 1950 au 181, rue de Courcelles.
Il se remarie le 23 novembre 1929 à Châteaudun avec Louise Émilie Laporte (1896, Paris – 1984, Paris). Elle lui sert également de modèle.
Yves Dieÿ meurt le 22 juillet 1984 à Montluçon. Il est inhumé dans le caveau familial du cimetière de Levallois-Perret.

### Carrière artistique
Yves Dieÿ est élève de l’École des Beaux-Arts de Paris, il entre dans l'atelier de Raphaël Collin (1850-1916) et y reçoit les influences de maitres tels Tony Robert-Fleury (1797-1890) et Adolphe Déchenaud (1868-1926). Compte tenu de son âge, il sera surtout influencé par deux de ses maitres : Hans Berger (1882-1977), peintre d’origine suisse et Louis-François Biloul (1874-1947).
Sociétaire du Salon des artistes français, il peint des nus et d'« élégants décolletés » que la carte postale a popularisés, des portraits et des natures mortes. Les sujets qui constituent son œuvre sont des scènes animées de Paris — qu'à l'instar d'Eugène Galien-Laloue il restitue à « l'âge des omnibus à chevaux » —, de l'Île de Ré, d'Espagne, du Maroc et d'Algérie. Outre ces thèmes, son tempérament de voyageur s'énonce par la présence de ses œuvres dans les collections privées canadiennes.
Yves Dieÿ est médaillé et primé au Salon des artistes français. Il sera aussi sociétaire d’autres association de peinture, comme le Salon d'hiver, les beaux-arts de Nice, les orientalistes d’Alger et de Samothrace.
En 1940, Yves Dieÿ est animateur du Petit Salon de Montparnasse — une association de peintres professionnels — dans un atelier situé au 150, boulevard du Montparnasse.
Il travaille et expose en Belgique dans les années 1950 et 1960, avec « Les arts en Europe » notamment.
Yves Dieÿ est avant tout portraitiste. Il a un don particulier à faire ressortir l’âme des modèles et donnant une expression exceptionnelle aux yeux et aux lèvres[réf. nécessaire]. Il s'inspire essentiellement de la femme et montre une prédilection pour les nus sensuels, les figures féminines séduisantes.
Au-delà des nus, il peint ou dessine des scènes de la vie parisienne, mais aussi de nombreuses andalouses ainsi que des spectacles de marchés lorsqu’il voyage en Espagne au Maroc ou en Algérie.
Le fonds de son atelier est vendu à Paris à l'hôtel Drouot le 4 octobre 1976.

## Œuvres

### Collections publiques
Algérie
- Alger, musée national des Beaux-Arts : Galerie d'ancêtres du colonel de Lautrec[6].

Belgique
- Laeken, château de Laeken : Portraits de la famille royale de Belgique[6].
- Charleroi, palais des Beaux-Arts.

France
- Paris, ministère des Armées : Portrait du général de Gaulle.
- Toulouse, musée des Augustins : Procession espagnole, huile sur toile.

Italie
- Dolceacqua, pinacothèque Giovanni Morscio (en).

Thaïlande
- Bangkok, Palais royal : Portrait du roi de Thaïlande.

### Contributions bibliophiliques
- Sentiments, poèmes enrichis de 19 compositions hors-texte par Yves Dieÿ, 250 exemplaires numérotés sur papier vélin à la forme, Philippe Gonin, libraire-imprimeur à Roubaix, 1938.

### Affiches de cinéma
- Le double amour, 1925, film de Jean Epstein, avec Nathalie Lissenko, Imprimerie de la Cinématographie française.

## Expositions

### Expositions personnelles
- Yves Dieÿ, peintre portraitiste, Crédit municipal, place Bugeaud, Alger, mars 1935[8].
- Galerie Rubens, Bruxelles, mai 1953.
- Anvers, février 1958[6].
- Galeries Bratké, Luxembourg, octobre 1959[9].
- Galerie Générale (Galerie d'art de la Banque Générale), Ostende, mai 1964.

### Expositions collectives
- Salon des artistes français, médaille en 1942[3].
- Exposition du musée des beaux-arts de la ville de Paris, 1944[10].

## Réception critique
- « Son talent de portraitiste lui a conquis un large public. Plusieurs portraits de la famille royale belge, dont celui de Léopold III, se trouvent présentement au château de Laeken. Sa facture est soignée et il aime la vie qui pour lui trouve aussi son expression dans les danses gitanes, espagnoles, et dans la grâce de l'attitude qu'il donne à ses modèles. La Camargue, avec ses courses de taureaux et ses flamants roses, est vraiment à ses yeux le haut lieu de la vie provençale. Mais il faut également souligner son intérêt pour l'Espagne dont le caractère unique est une grande source d'inspiration pour son sens du mouvement, de la danse et du pittoresque. » - Journal de l'amateur d'art[6]

## Récompenses et distinctions
- Officier d'Académie.
- Chevalier de l'ordre de l'Étoile noire.
- Médaille d'argent de la Ville de Paris.
- Médaille de vermeil des Arts en Europe, Bruxelles.